# Epping Forest
Epping Forest är en skog i Storbritannien.   Den ligger i riksdelen England, i den sydöstra delen av landet, 20 km nordost om huvudstaden London. Arean är 1 728 kvadratkilometer.